# جریان متغیر تدریجی
جریان متغیر تدریجی در مهندسی هیدرولیک به گونه‌ای از جریان دائمی گفته می‌شود که مشخصات آن در طول مسیر به صورت تدریجی تغییر می‌کند. نوع جریان متغیر تدریجی بر اساس دبی جریان و شیب بستر، متفاوت است.

## تعریف
جریان متغیر تدریجی، یک جریان دائمی است که مشخصات آن مانند عمق و سرعت در طول مسیر متغیر است. این تغییرات به دلیل نزدیک شدن به یک مقطع کنترل رخ می‌دهد. برای نمونه، هنگامی که جریان یکنواخت به یک سرریز (که جریان روی آن دارای عمق بحرانی است) نزدیک می‌شود، به تدریج عمق آن تغییر می‌کند تا به عمق بحرانی برسد. هم‌چنین هنگامی که جریان به یک دریچه می‌رسد، عمق آن به تدریج افزایش می‌یابد تا به عمق پیش از دریچه برسد. در چنین حالتی، تغییرات عمق جریان را می‌توان بر اساس معادله برنولی با در نظر گرفتن انرژی مستهلک شده در مسیر بر اثر اصطکاک به دست آورد.

## رابطه
معادله برنولی برای هر مقطع از جریان با سطح آزاد به صورت زیر نوشته می‌شود:
{\displaystyle H=y+z+{\frac {\alpha Q^{2}}{2gA^{2}}}}
که در آن، H انرژی کل جریان، y عمق آب، z ارتفاع بستر جریان از سطح مبنا، α ضریب تصحیح انرژی جنبشی، Q دبی جریان و A سطح مقطع جریان هستند. با مشتق‌گیری از دو طرف معادله نسبت به مکان x و ساده‌سازی آن، رابطهٔ زیر به دست می‌آید:
{\displaystyle {\frac {dy}{dx}}={\frac {S_{0}-S_{f}}{1-Fr^{2}}}}
که در آن S0 و Sf به ترتیب شیب بستر جریان و شیب خط انرژی هستند. هم‌چنین Fr عدد فرود جریان است. با استفاده از این رابطه، تغییرات عمق جریان در طول مسیر برحسب مشخصات جریان به دست می‌آید.

## تقسیم‌بندی بر اساس شیب
برای یک جریان با دبی مشخص که در کانالی منشوری با شیب بستر ثابت جاری است، دو مقدار ثابت به عنوان عمق بحرانی و عمق نرمال وجود دارد. عمق بحرانی، مربوط به جریان بحرانی است که در آن، عدد فرود برابر یک است. هم‌چنین عمق نرمال در جریان یکنواخت شکل می‌گیرد. شیب بستر یک کانال با مقایسه عمق نرمال و عمق بحرانی به چند دسته تقسیم می‌شود:
- شیب تند: حالتی است که عمق نرمال از عمق بحرانی کمتر است و با حرف S نشان داده می‌شود.
- شیب بحرانی: حالتی است که عمق نرمال برابر با عمق بحرانی است و با حرف C نشان داده می‌شود.
- شیب ملایم: حالتی است که عمق نرمال بیشتر از عمق بحرانی است و با حرف M نشان داده می‌شود.
- شیب صفر: حالتی است که شیب بستر برابر با صفر است (و کانال افقی است) و با حرف H نشان داده می‌شود.
- شیب معکوس: حالتی است که شیب بستر در جهت مخالف جریان است و با حرف A نشان داده می‌شود.

## مقطع کنترل
تغییرات جریان متغیر تدریجی براساس یک مقطع کنترل که عمق یا سرعت در آن معلوم است، محاسبه می‌شود. مقطع کنترل برای جریان فوق بحرانی، در بالادست و برای جریان زیر بحرانی، در پایین‌دست قرار دارد. متداول‌ترین مقاطع کنترل شامل موارد زیر هستند:
جریان بحرانی
در بعضی از نقاط، جریان بحرانی پدید می‌آید؛ از جمله در جریان روی سرریز و تغییر شیب بستر از ملایم به تند، می‌توان جریان بحرانی را مشاهده کرد. در این حالت، مقطع کنترل دارای عمق بحرانی خواهد بود.
جریان یکنواخت
هنگامی که در یک مسیر طولانی، تغییری در مشخصات جریان پدید نیاید، به سمت جریان یکنواخت میل می‌کند. بنابراین می‌توان انتظار داشت که در فاصلهٔ طولانی از یک مقطع کنترل، جریان یکنواخت وجود داشته‌باشد. در جریان یکنواخت، عمق نرمال به عنوان مقطع کنترل در نظر گرفته می‌شود.
عمق معلوم
در برخی از پدیده‌های هیدرولیکی مانند جریان عبوری از زیر یک دریچه عمق جریان در یک مقطع، معلوم است و می‌توان با استفاده از آن، تغییرات تدریجی جریان را تحلیل کرد. برای نمونه، در جریان زیر دریچه، عمق جریان پس از دریچه، معلوم است و با دانستن ضریب دریچه بر پایهٔ معادلهٔ برنولی، عمق جریان پیش از دریچه را به دست آورد.